# 나르시소 예페스

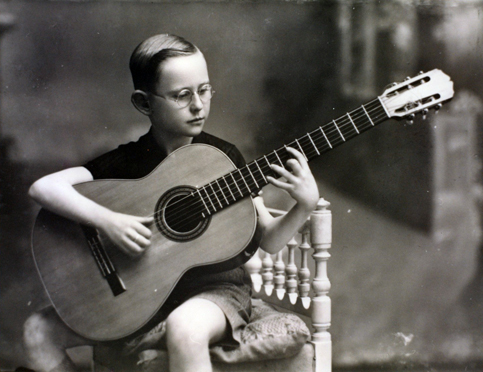

나르시소 예페스(Narciso Yepes, 1927년 11월 14일 ~ 1997년 5월 3일)는 스페인의 기타리스트이며, 세계적으로 유명한 클래식 기타 주자이다. 13세 때 탈레르가 문하의 가르시아 데 라 로사에게 사사하여 발렌시아 음악원에서 음악이론을 배웠다. 안드레스 세고비아의 뒤를 잇는 명수로서 그 교묘한 기교와 음악성은 높이 평가되고 있다. 1952년에 르네 클레망 감독의 영화 <금지된 장난>에서 음악을 담당하여 민요 <로맨스>로 강렬한 인상을 남겼다.